# Johan Kielland Bergwitz
Johan Kielland Bergwitz (2. juli 1874 i Kristiania - 1948) var en norsk publicist.
Bergwitz blev cand. jur. 1897, sagfører i Kristiania 1897-1903, direktør i Grefsen Sanatorium for tuberkuløse 1899-1901, i Kristiania Ørebank 1901-03 og medudgiver af Kristiania adressebog 1899-1904, slog derefter ind på historiske studier og har senere offentliggjort mange biografiske, genealogiske og historiske afhandlinger og artikler, hvoriblandt en række årlige hæfter om 50 Aars Studenter (1904-10), Den norske Gejstlighed og Arvehyldningen 1661 (i "Norsk teologisk Tidsskrift" 1911), Onsø Herred 1814-1914 (1915), Grimstad 1800-1850 som Type paa norsk Smaaby med indledningen Henrik Ibsens Ophold i Grimstad (1916), Fra adelsstyre til enevælde i Norge (1918) og Kongsberg som bergkoloni, bergstad og kjøpstad 1624-1924 (2 bind, 1924). I mange år virkede han som foredragsholder, særlig i Folkeakademierne. I 1925 blev Bergwitz statsarkivar i Trondheim. Marts 1930 fremkom i pressen visse besynderlige oplysninger om hans embedsførsel, og sagen gjordes til genstand for omtale i Stortinget. I 1934 blev Bergwitz arkivar i Statsarkivet i Oslo.